# Hypocalymma tetrapterum
Hypocalymma tetrapterum är en myrtenväxtart som beskrevs av Porphir Kiril Nicolai Stepanowitsch Turczaninow. Hypocalymma tetrapterum ingår i släktet Hypocalymma och familjen myrtenväxter. Inga underarter finns listade i Catalogue of Life.